# BAe EAP
BAe EAP
ファーンボロー国際航空ショーでのEAP（1986年）
- 用途：技術実証機
- 製造者：ブリティッシュ・エアロスペース（現BAEシステムズ）
- 初飛行：1986年8月8日
- 生産数：1機
- 退役：1991年

BAe EAP（英: British Aerospace EAP）は、イギリスのブリティッシュ・エアロスペース社によって1機制作された技術実証用航空機である。

## 概要
1970年代半ば、イギリスの航空業界ではヨーロッパ共同、少なくともイギリスによる次期新型戦闘機に関する要求が間もなく出されるだろうと予測されていた。1977年に誕生したブリティッシュ・エアロスペース社（以下BAe）は、これを受け新戦闘機の設計に関する初期の作業を開始。この機体は、少なくともF-16と同等の性能・能力を有するものとされていた。
イギリス政府はこの計画に関して投資を行わないことを明言していたが、このプロジェクトがイギリス航空産業の長期的な存続に関わる重要性を持っていたため、BAeはフェランティ、GECアビオニクス、ロールス・ロイスなどと提携し独自計画として開発作業を推進することとなり、さらにイタリアのアエリタリアと西ドイツのMBBからの支援も受けることとなった。
1982年には、ACA(Agile Combat Aircraft)として実物大模型がファーンボロー国際航空ショーにて展示された。この時点でフランス、イタリア、スペイン、イギリス、西ドイツの空軍当局は共同戦闘機開発計画に向けて進み出しており、これを受けてイギリス政府はACAの構想を発展させたEAP(Experimental Aircraft Programme)試作技術実証機に資金を拠出することを発表した。1983年にはイギリス国防省とBAeとの間で契約がなされ、EAPの設計・製造及び飛行試験が行われることとなった。
完成した機体はダブルデルタの主翼に全遊動式のカナード翼を組み合わせたクロースカップルドデルタ翼を採用し、炭素繊維複合材などの先進複合材料を用いた新しい機体構造、四重のフライ・バイ・ワイヤ操縦システム、完全デジタル式の制御システムを備えたエンジン、先進のグラスコックピットといった新技術がふんだんに取り入れられた。武装はないが、胴体下面にはダミーの空対空ミサイルを搭載できる半埋め込み式のステーションが設置された。初飛行は1986年8月8日に行われ、この飛行中に高度9,145mで最高速度マッハ1.1を達成した。その後EAPは259ソーティ、総計195時間に及ぶ試験飛行を行い、極めて貴重なデータを収集した後、1991年に退役した。その後はラフバラー大学において航空宇宙工学の教材として使用され、現在は2012年よりコスフォードのイギリス空軍博物館で展示されている。
EAPは後のヨーロッパの共同戦闘機開発計画に寄与するものであり、この計画はフランスが脱退したものの1986年にEFA(European Fighter Aircraft)計画として立ち上げられ、やがてユーロファイター タイフーンとして具現化することとなる。

## 諸元
- 乗員：1名
- 全幅：11.77m
- 全長：14.7m
- 全高：5.52m
- 主翼面積：52.02m2
- 空虚重量：約10,002kg
- 最大離陸重量：14,515kg
- エンジン：ターボ・ユニオン RB199-34R Mk104D ターボファンエンジン(アフターバーナー使用時約75.62 kN) × 2
- 最大速度：2,124km/h またはマッハ2.0（高高度）